# Seznam ruskih smučarskih skakalcev
Seznam ruskih smučarskih skakalcev

## A
- Ljubov Alčikova
- Irina Avvakumova

## B
- Aleksandra Barantčeva
- Aleksander Baženov
- Vladimir Belousov
- Vladislav Bojarincev

## F
- Ildar Fačulin

## G
- Anastasija Gladiševa
- Darja Grušina

## H
- Ilmir Hazetdinov

## I
- Dmitrij Ipatov

## J
- Lidija Jakovljeva

## K
- Ksenija Kablukova
- Anton Kaliničenko
- Pavel Karelin
- Jevgenij Klimov
- Maksim Kolobov
- Denis Kornilov
- Aleksandra Kustova

## M
- Irma Mahinija
- Mihail Maksimočkin
- Ilja Mankov

## N
- Stefanija Nadimova
- Gari Napalkov
- Mihail Nazarov

## R
- Aleksej Romašov
- Ilja Rosiljakov

## S
- Danil Sadrejev
- Aleksander Sardiko
- Maksim Sergejev

## Š
- Vadim Šiškin
- Ana Špineva

## T
- Sofja Tihonova
- Roman Trofimov

## V
- Dimitrij Vasiljev

## Z
- Marija Zotova